# 王錯
王错（?—?），又作王钟，战国时期魏国大臣。
魏武侯继位后不久，与吴起、王错等前往西河郡巡视。王错曾经向魏武侯毁谤吴起，吴起害怕，离开魏国前往楚国。魏武侯二十六年（前370年）魏武侯去世，其子魏罃与公中缓争魏为太子。王錯輔佐魏罃，占据上党，固守半个魏国。韩懿侯与赵成侯联合出兵攻打魏国，在浊泽之战，大败魏军，最后退兵归国。魏罃杀死公中缓即位，是为魏惠王。魏惠王二年（前368年），王错出奔到韩国。